# Haku (catch)
Pour les articles homonymes, voir Fifita.
Tonga 'Uli'uli Fifita (né le 10 février 1959 à Nukuʻalofa) est un lutteur de sumo et un catcheur (lutteur professionnel) tongien. 
Il fait partie d'un groupe de tongien envoyé en 1974 au Japon pour devenir sumo et commence à lutter en septembre 1975 avant d'arrêter sa carrière sportive un an plus tard. Il est principalement connu pour son travail à la World Wrestling Federation (WWF) sous le nom d'Haku entre 1985 et 1990 où il remporte le championnat du monde par équipe de la WWF avec André The Giant. Il lutte ensuite dans diverses fédérations dont le Consejo Mundial de Lucha Libre avant de rejoindre la World Championship Wrestling (WCW) en 1995 où il est le dernier détenteur du championnat hardcore de la WCW en 2001.

## Jeunesse et carrière de lutteur de sumo
En 1974, Fifita fait partie d'un groupe de jeunes tongien qui partent au Japon pour s'entraîner afin de devenir sumo. Il entre dans l'écurie Asahiyama et prend Hiroshi Fukunoshima comme shikona. Il arrête sa carrière en septembre 1976 sans avoir remporté le moindre tournoi.

## Carrière

### Débuts (1978-1985)
Alors qu'il est encore au Japon, il rencontre avec Genichiro Tenryu et Takashi Ishikawa (en) il décide de devenir catcheur,. Il commence sa carrière de catcheur au Texas à la National Wrestling Alliance (NWA) Amarillo le 4 janvier 1978. En 1980, il part au Japon où il lutte à l'All Japan Pro Wrestling sous le nom de Prince Tonga et y reste jusqu'en 1982,,.
En 1983, il rejoint le World Wrestling Council (WWC) à Porto Rico où sous le nom de King Tonga il remporte le championnat de Porto Rico du WWC après sa victoire sur Invader #1. Il garde ce titre jusqu'au 23 octobre où Bob Sweetan met fin à son règne. Le 6 janvier 1984, il devient avec Hércules Ayala champion par équipe du WWC en battant Super Médico #1 et Super Médico #2, ces derniers récupèrent ce titre le 28 janvier,. Il connait ensuite un second règne de champion de Porto Rico du WWC du 24 mars au 12 mai,.
Il va ensuite à la Lutte Internationale au Québec où il détient du 9 octobre 1984 jusqu'au 11 février 1985 le championnat poids-lourds de l'International en battant Dino Bravo, ce dernier le récupère dans un match arbitré par Verne Gagne,. Il fait aussi équipe avec Richard Charland avec qui il est champion par équipe de l'International du 27 mai en obtenant le titre alors vacant au 16 juin où Jacques et Raymond Rougeau mettent fin à ce règne.

### World Wrestling Federation (1985-1992)
En 1985, Fifita rejoint la World Wrestling Federation (WWF) où il garde le nom de King Tonga et fait régulièrement équipe avec Dino Bravo.
Le 7 avril 1986 au cours de WrestleMania II, il est un des participants à la bataille royale opposant les catcheurs de la WWF aux joueurs de football américain de la National Football League où il se fait rapidement éliminer. Le 14 juin, il affronte Big John Studd au Madison Square Garden et leur affrontement se termine par un double décompte à l'extérieur,. Le lendemain, King Tonga remporte un Body slam Challenge lancé par Studd,. Cependant, Bobby Heenan qui est le manager de Studd, refuse de lui donner la prime de 15 000 dollars. Le 13 septembre, il commence à faire équipe avec Tonga Kid avec qui il remporte un match face aux Moondogs (Moondog Rex et Moondog Spot (en)).
Rapidement le duo change de nom de ring, King Tonga devient Haku et Prince Tonga Tama ; et le 20 octobre ils gagnent une bataille royale par équipe et les 50 000 dollars promis au vainqueur.

## Palmarès
- Impact Pro Wrestling (IPW)
  - 1 fois champion par équipes deNouvelle-Zélande de l'IPW avec Liger[24]
- Lutte Internationale
  - 1 fois champion International poids-lourds[25]
  - 1 fois champion International par équipe avec Richard Charland[26]

- Super World of Sports (SWS)
  - 2 fois champion par équipe de la SWS avec Yoshiaki Yatsu[27]

- World Championship Wrestling (WCW)
  - 1 fois champion hardcore de la WCW[28]

- World Wrestling Federation (WWF)
  - 1 fois champion du monde par équipe de la WWF (avec André The Giant)

- World League Wrestling (WLW)
  - 3 fois champion poids-lourds de la WLW[29]